# Restio corneolus
Restio corneolus är en gräsväxtart som beskrevs av Esterh. Restio corneolus ingår i släktet Restio och familjen Restionaceae. Inga underarter finns listade i Catalogue of Life.